# Лвовек Шльонски
Лво̀век Шльо̀нски или Лву̀век Шльо̀нски (на полски: Lwówek Śląski; на немски: Löwenberg in Schlesien; на латински: Leopolis) е град в Югозападна Полша, Долносилезко войводство. Административен център е на Лвовешки окръг, както и на градско-селската Лвовешка община. Заема площ от 16,65 км2.